# Cmentarz ewangelicki w Mosinie
Cmentarz ewangelicki w Mosinie – nieczynny cmentarz ewangelicki zlokalizowany w Mosinie przy ul. Józefa Poniatowskiego.
Do zakończenia II wojny światowej Mosinę zamieszkiwała mniejszość niemiecka wyznania głównie ewangelickiego, która w wyniku wywołanej przez Niemców wojny musiała opuścić Polskę po 1945. Cmentarz, założony w drugiej połowie XIX wieku, w latach powojennych popadł w zapomnienie i zarósł. Pozostały nieliczne części nagrobków oraz dorodne dęby. We wrześniu 2008 burmistrz Zofia Springer oraz burmistrz miasta Seelze z Niemiec dokonali odsłonięcia Obelisku Pamięci Społeczności Ewangelickiej na terenie dawnego cmentarza.